# Robert Scheidt
Robert Scheidt (São Paulo, Brasil 1973) és un regatista brasiler, guanyador de cinc medalles olímpiques.

## Biografia
Va néixer el 15 d'abril de 1973 a la ciutat de São Paulo. El 2008 es casà amb la regatista lituana i medallista olímpica Gintarė Volungevičiūtė.

## Carrera esportiva
Va participar, als 23 anys, en els Jocs Olímpics d'Estiu de 1996 realitzats a Atlanta (Estats Units), on aconseguí guanyar la medalla d'or en la prova masculina de laser. En els Jocs Olímpics d'Estiu del 2000 realitzats a Sydney (Austràlia) va guanyar la medalla de plata, si bé en els Jocs Olímpics d'Estiu de 2004 realitzats a Atenes (Grècia) aconseguí novament guanyar la medalla d'or. En els Jocs Olímpics d'Estiu de 2008 realitzats a Pequín (Xina) aconseguí guanyar una nova medalla de plata, en aquesta ocasió en la classe Star, al costat de Bruno Prada, un metall que es transformà en medalla de bronze en els Jocs Olímpics d'Estiu de 2012 celebrats a Londres (Regne Unit).
Al llarg de la seva carrera ha guanyat 14 medalles mundials, destacant deu títols en la classe Laser i 1 en la classe Star. En els Jocs Panamericans ha aconseguit guanyar tres medalles d'or.